# 小舌會厭音
小舌會厭音是一組雙發音部位輔音，即同時發出小舌音及會厭音。例如索馬利亞語的小舌塞音/q/擁有一個同位異音[q͡ʡ]，如在[q͡ʡíìq͡ʡ]（放出煙霧）中。